# Heinrich von Eichel-Streiber
Friedrich Heinrich von Eichel-Streiber (* 9. Juli 1878 in Eisenach; † 3. Februar 1953 in Gießen) war ein deutscher Rittergutsbesitzer und Politiker.

## Familie
Heinrich war der Sohn von Friedrich Eduard von Eichel-Streiber (1845–1905) und dessen Ehefrau Luise Marie Wilhelmine Sofie Freiin von Riedesel zu Eisenbach (1856–1929). Am 9. Juni 1910 heiratete er in Büderich bei Düsseldorf Hildegard Freiin von der Leyen-Bloemersheim (* 21. September 1888 auf Haus Meer, Büderich), eine Tochter von Friedrich von der Leyen-Bloemersheim (1854–1935).

## Leben und Tätigkeit
Eichel-Streiber war Besitzer eines Rittergutes, des Schlosses Berka vor dem Hanisch und Großherzoglicher Kammerjunker. Sein Bruder war Friedrich von Eichel-Streiber.
1912 wurde er im Zuge des damaligen Dreiklassenwahlrechtes an Stelle des verstorbenen Landtagsabgeordneten Hugo Franke von „denjenigen Wahlberechtigten, die aus inländischem Grundbesitz ein jährliches Einkommen von wenigstens 3000 M versteuern“ zum Abgeordneten des Landtages von Sachsen-Weimar-Eisenach gewählt.
In den 1920er und 1930er Jahren war er Mitglied des Aufsichtsrats der Deutschen Ansiedlungsbank, Berlin.
In der Zeit nach dem Ersten Weltkrieg führte Eichel-Streiber die Bezeichnung eines Ministerialdirektors. Außerdem war er Mitglied des Deutschen Herrenklubs in Berlin.